# Maria Assanowicz
Maria Assanowicz (ur. 1894, zm. 1976) – polska „Sprawiedliwa wśród Narodów Świata”.

## Życiorys
Podczas II wojny światowej mieszkała w miejscowości Korzec na terenie dzisiejszej Ukrainy. Wraz z córką Haliną Bajraszewską zaopiekowała się żydowską dziewczynką o imieniu Edith. Maria opiekowała się dziewczynką od września 1942 r. aż do listopada 1943 r., traktując ją jak własną córkę. W pobliżu ukrywali się jej rodzice, Nina i Martin Danzig. Jak przyznali po wojnie, dzięki wsparciu Marii Assanowicz udało się przetrwać nie tylko ich córce, ale i im samym (w 1948 r. Ninie i Marcinowi urodził się syn, Alex Dancyg). Sama zaś Maria, kierowana własną skromnością, po zakończeniu wojny przez długie lata zachowywała w tajemnicy swój udział w ratowaniu Żydów. Dopiero po jej śmierci, wiedza o dokonaniach Marii i jej córki Haliny stała się szerzej znana.
19 września 1982 r. Instytut Jad Waszem uhonorował Marię Assanowicz medalem „Sprawiedliwy wśród Narodów Świata”.